# باهلا
باهلا (به لاتین: Baïla) یک منطقهٔ مسکونی در سنگال است که در Bignona Department واقع شده‌است. باهلا ۱٬۲۸۷ نفر جمعیت دارد.